# (69315) 1992 UR2
(69315) 1992 UR2 là một tiểu hành tinh vành đai chính. Nó được phát hiện bởi Henry E. Holt ở Đài thiên văn Palomar ở Quận San Diego, California, ngày 20 tháng 10 năm 1992.